# Conflitto ambientale

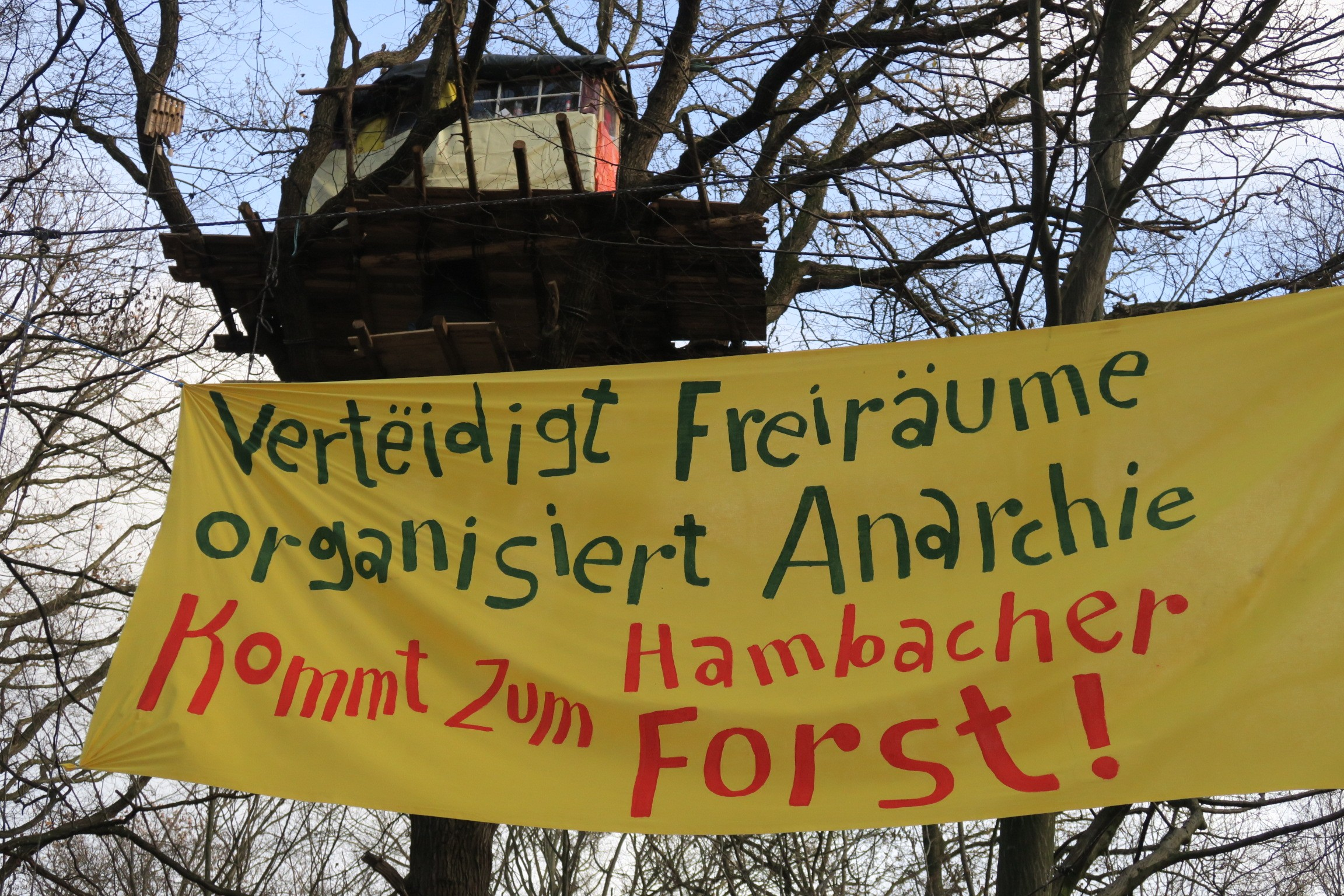
Protesta nella foresta di Hambach contro l'espansione della miniera di carbone

I conflitti ambientali sono un tipo di conflitti sociali causati dal degrado ambientale o da una distribuzione ingiusta delle risorse ambientali. L'Environmental Justice Atlas (EJ Atlas) annoverava, ad aprile 2020, 3.100 conflitti ambientali in corso in tutto il mondo, mentre si può ipotizzare che molti altri non siano documentati. Questi conflitti vedono coinvolti comunità, stati, aziende, investitori e movimenti sociali o ambientalisti e le cause più comuni sono l'estrazione di risorse e lo smaltimento di rifiuti pericolosi. Tali attività sono accusate di creare scarsità di risorse per le comunità locali, come ad esempio nel caso della pesca eccessiva o della deforestazione, inquinare l’ambiente e peggiorare la qualità della vita.
I conflitti ecologici si verificano sia su scala globale che locale. Spesso i conflitti hanno luogo tra il Sud e il Nord del mondo, ad esempio un'azienda forestale finlandese che opera in Indonesia, o nelle periferie economiche, sebbene in Europa emergano sempre più conflitti, anche violenti. Tuttavia, esistono anche conflitti locali che si verificano all'interno di una filiera corta (ad esempio, l'estrazione locale di sabbia e ghiaia per un vicino cementificio).
Spesso i conflitti ambientali si concentrano su questioni di giustizia ambientale, sui diritti delle popolazioni indigene, sui diritti dei contadini o dei pescatori e sulle minacce alle comunità i cui mezzi di sussistenza dipendono dalle risorse naturali. Gli esiti dei conflitti locali sono sempre più influenzati dalle reti transnazionali di giustizia ambientale che compongono il movimento per la giustizia ambientale globale.
I conflitti ambientali possono influire sulle risposte ai disastri naturali o esacerbare i conflitti geopolitici esistenti, ad esempio nel caso di migrazioni ambientali.
Un particolare tipo di conflitti ambientali sono i conflitti forestali, relativi alla gestione e allo sfruttamento di foreste, in aumento a livello globale.
Talvolta viene usato il termine conflitto socio-ambientale, per porre l'accento sulle implicazioni sociali dei conflitti ambientali.

## Origine dei conflitti
L’origine dei conflitti ambientali può essere direttamente collegata all’attuale modello industriale. Infatti, poiché meno del 10% dei materiali e vengono riciclati, l’estrazione di materiali aumenta insieme all'aumentare della produzione attraverso due processi principali:
1. Appropriazione di nuove risorse e siti attraverso rivendicazioni territoriali e land grabbing.
2. Aumento dello sfruttamento dei siti già attivi[15]

I conflitti ambientali avrebbero origine a causa dall’iniqua distribuzione dei costi ambientali e dei benefici economici di queste attività. Industrie petrolifere, miniere e appezzamenti di terreno dove si pratica l'agricoltura intensiva sono spesso oggetto di conflitti ambientali.

## Tipi di conflitti

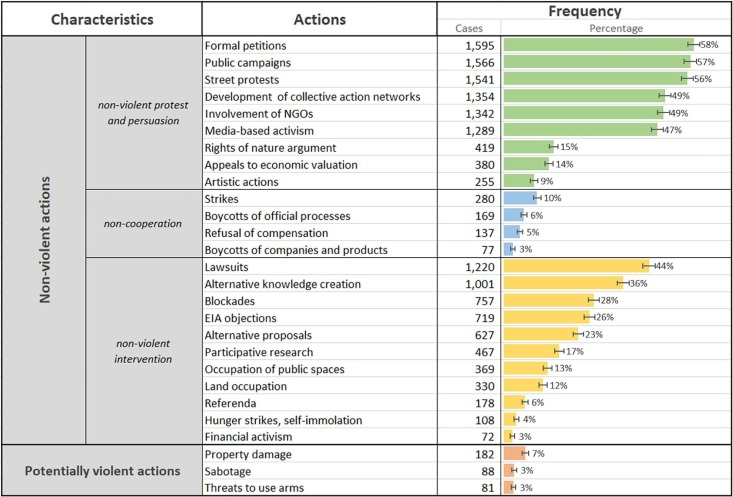
Gli ambientalisti utilizzano una vasta gamma di tattiche

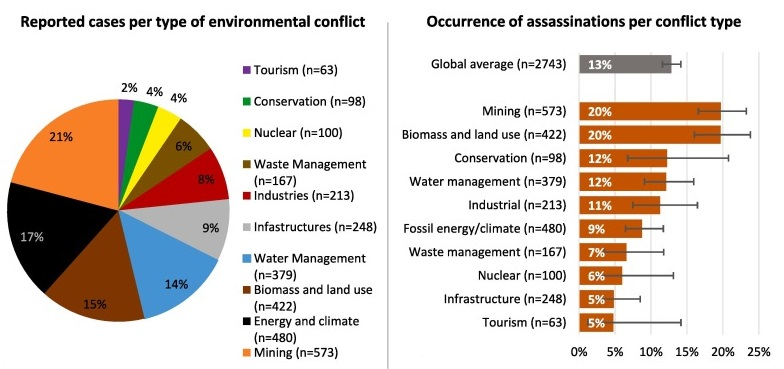
La maggior parte dei conflitti ambientali riguardano i settori minerario, energetico e dello smaltimento dei rifiuti.

Un documento del 2020 ha mappato le argomentazioni e le preoccupazioni degli ambientalisti in oltre 2.743 dei conflitti ambientali individuati dall'Environmental Justice Atlas. L’analisi ha rilevato che i settori industriali più frequentemente oggetti di conflitti ambientali sono quello minerario (21%), dei combustibili fossili (17%), delle biomasse e agricolo (15%) e quello gestione delle risorse idriche (14%). Nel 13% dei conflitti ambientali sono stati segnalati omicidi di ambientalisti.
Nei paesi a basso reddito ci sono stati più conflitti relativi alla conservazione delle risorse, alla gestione dell’acqua, all’uso del territorio, mentre nei paesi ad alto reddito quasi la metà dei conflitti si riguarda la gestione dei rifiuti, l'eccessivo sfruttamento turistico, l’energia nucleare, le zone industriali e le infrastrutture ad elevato impatto ambientale. Lo studio ha inoltre rilevato che la maggior parte dei conflitti inizia con gruppi locali auto-organizzati che combattono con tattiche non violente.
Nei conflitti ambientali che riguardano anche i diritti degli indigeni, gli ambientalisti vengono denunciati molto di più rispetto ad altri tipi di conflitti.
I conflitti ambientali possono essere classificati in base alle diverse fasi della produzione nella quale hanno origine: durante l'estrazione di materie prime, nella produzione e trasporto di beni, o durante lo smaltimento finale dei rifiuti.

### Categorie dell'Atlante EJ
L'EJ Atlas identifica dieci categorie di conflitti ambientali:
1. Conservazione della biodiversità:
2. Sfruttamento del territorio e del mare (foreste, agricoltura, pesca e gestione del bestiame)
3. Combustibili fossili e giustizia climatica/energetica
4. Industria e servizi
5. Infrastrutture e urbanizzazione
6. Estrazione di minerali e materiali da costruzione
7. Nucleare
8. Turismo
9. Gestione dei rifiuti
10. Gestione delle risorse idriche

## Conflitti di distribuzione ecologica
I conflitti di distribuzione ecologica (EDC, Ecological Distribution Conflicts) sono un concetto introdotto nel 1995 da Joan Martínez-Alier e Martin O'Connor nello studio dei conflitti ambientali. Si tratta di un particolare tipo di conflitto ambientale legato all’accesso ingiusto alle risorse naturali e all'ingiusta distribuzione dei proventi e del loro sfruttamento, anche a fronte delle esternalità che le comunità locali si trovano a fronte di benefici scarsi o nulli.
Il termine conflitto di distribuzione ecologica è utilizzato nei campi dell'ecologia politica, dell'economia ecologica e dell'ecofemminismo.

## Ambientalismo dei poveri
Alcuni studiosi fanno una distinzione tra conflitti ambientali che hanno un obiettivo di difesa delle risorse da forze economiche e industriali e altri tipi di conflitti ambientali. Il primo tipo di conflitto dà origine al cosiddetto "ambientalismo dei poveri". Tali conflitti tendono ad essere conflitti intermodali in cui gli usi dei terreni agricoli sono in contrasto con progetti industriali (come l’estrazione mineraria).

## Risoluzione del conflitto ambientale
La risoluzione dei conflitti ambientali è la branca della mediazione che si occupa di risolvere i conflitti ambientali. Tale disciplina si concentra sulla collaborazione e sulla costruzione del consenso tra le parti interessate. Da un’analisi di tali processi di risoluzione è emerso che il miglior indicatore di successo della risoluzione era una consultazione sufficiente con tutte le parti coinvolte.